# Stephen Fox
Sir Stephen Fox (27 marzo 1627 – 28 ottobre 1716) è stato un politico inglese.

## Biografia
Stephen Fox era il figlio di William Fox, di Farley, nel Wiltshire, e di sua moglie, Elizabeth Pavey. È stato un corista della cattedrale di Salisbury. 

## Carriera
All'età di quindici anni entrò al servizio nella famiglia di Algernon Percy, X conte di Northumberland; poi entrò al servizio di Lord Percy, il fratello del conte, ed era presente con l'esercito monarchico nella battaglia di Worcester. Accompagnando Carlo II nella sua fuga verso il continente, fu nominato direttore della casa reale, su raccomandazione di Edward Hyde, I conte di Clarendon. 
L'abilità con cui Fox gestiva le finanze della corte in esilio gli valse ulteriore fiducia e una promozione. Fu impiegato in diverse importanti missioni e finì come intermediario tra il re e il generale Monck. Onori ed emolumenti furono la sua ricompensa dopo la Restaurazione; fu nominato Clerk of the Green Cloth e Paymaster of the Forces.
Nel novembre 1661 divenne membro del Parlamento per Salisbury. Nel 1665 fu nominato cavaliere; fu deputato per Westminster il 27 febbraio 1679, e succedette al conte di Rochester come commissario del tesoro, ricoprendo quell'ufficio per ventitré anni e durante tre regni. Comprò una tenuta a Redlynch, nel Somerset, nel 1672 e vi costruì una nuova casa (1708-1709).
Nel 1680 si dimise dal paymastership e fu nominato first commissioner of horse. Gli fu offerto un pari da Giacomo II, a condizione di diventare cattolico, ma rifiutò, a dispetto del quale gli fu concesso di mantenere i suoi commissariati. Nel 1685 fu nuovamente deputato per Salisbury, e si oppose al disegno di legge per un esercito permanente sostenuto dal re. Durante la Rivoluzione, mantenne un atteggiamento di dignitoso riserbo,  sottoposto a Guglielmo III, che lo confermò nei suoi uffici. Fu eletto nuovamente per Westminster nel 1691 e nel 1695, per Cricklade nel 1698, e infine nel 1713 ancora una volta per Salisbury.
Fondò il Royal Hospital Chelsea, al quale contribuì con 13.000 sterline. A differenza di altri statisti del suo tempo, si arricchì al servizio della nazione senza essere sospettato di corruzione o rinunciare alla stima dei suoi contemporanei.

## Matrimoni

### Primo Matrimonio
Sposò, l'8 dicembre 1651, Elizabeth Whittle (?-11 agosto 1696), figlia di William Whittle. Ebbero sette figli ma solo tre raggiunsero l'età adulta:
- Elizabeth Fox (1654-28 febbraio 1681), sposò Charles Cornwallis, III barone Cornwallis, ebbero un figlio;
- Jane Fox (?-11 luglio 1721), sposò George Compton, IV conte di Northampton, ebbero cinque figli;
- Charles Fox (?-1713), sposò Elizabeth Carr Trollope, non ebbero figli.

### Secondo Matrimonio
Sposò, l'11 luglio 1703, Christiana Hope (?-17 febbraio 1718), figlia del reverendo Francis Hope. Ebbero quattro figli:
- Stephen Fox-Strangways, I conte di Ilchester (12 settembre 1704-29 settembre 1776);
- Christiana Fox (28 settembre 1705-?);
- Henry Fox, I barone Holland (28 settembre 1705-1 luglio 1774);
- Charlotte Fox (?-1778), sposò Edward Digby, ebbero sei figli.